# It Was Written
It Was Written er titlen på Nas' andet album fra 1996

## Spor
- "Album Intro"
- "The Message"
- "Street Dreams"
- "I Gave You Power"
- "Watch Dem Niggas"
- "Take It in Blood"
- "Nas Is Coming"
- "Affirmative Action"
- "The Set Up"
- "Black Girl Lost"
- "Suspect"
- "Shootouts"
- "Live Nigga Rap"
- "If I Ruled the World (Imagine That)"

## Produktion
- Poke and Tone
- DJ Premier
- Havoc
- Dr. Dre
- L.E.S.
- Live Squad
- Dave Atkinson
- Rashad Smith
- Lo Ground
- Top General Sounds